# Seawolves de Stony Brook
Les Seawolves de Stony Brook sont les équipes sportives de l'université Stony Brook, à New York, aux États-Unis. L’école évolue au niveau de la Division I de la National Collegiate Athletic Association (NCAA) et participe à la Coastal Athletic Association (CAA). L'équipe de football américain participe à CAA Football (en), une conférence juridiquement distincte gérée par la CAA multisports.
Les Seawolves pratiquent actuellement 17 sports universitaires, y compris le football américain et le baseball pour hommes seulement ; le softball, la natation et le plongeon, le tennis et le volley-ball pour femmes seulement ; et le basket-ball, le cross-country, crosse, le football et l'athlétisme pour les deux sexes. Le changement le plus récent dans la liste des sports universitaires de Stony Brook a été l'abandon du tennis masculin à la fin de l'année scolaire 2016-2017.

## Histoire

### Nom et mascotte
L'université débute en 1957 à Oyster Bay, avec des équipes connues sous le nom de Soundmen ou Baymen. Le campus déménage à son emplacement actuel en 1962 et, de 1960 à 1966, les programmes ont concouru sous le nom de Warriors. À partir de 1966, les équipes sportives de Stony Brook sont connues sous le nom de Patriots. En 1994, alors que Stony Brook prévoit de passer à la Division I de la NCAA, le surnom de l’équipe est changé pour les Seawolves. Le loup de mer serait une créature mythique de la tribu des Tlingit qui aurait porté chance à ceux qui pouvaient le voir.
La mascotte des Seawolves de Stony Brook est connue sous le nom de « Wolfie » et accompagne les événements de Stony Brook depuis l’introduction de son surnom.

## Équipes universitaires
L'université Stony Brook parraine des équipes dans sept sports masculins et dix féminins régis par la NCAA. Stony Brook a rejoint la Colonial Athletic Association, renommé Coastal Athletic Association en juillet 2023, pour tous les sports le 1er juillet 2022. L'université était membre de CAA Football, la ligue de football américaine techniquement distincte gérée par la conférence de tous les sports, depuis 2013.
| Équipes masculines | Équipes féminines   |
| ------------------ | ------------------- |
| Baseball           | Basket-ball         |
| Basket-ball        | Cross-country       |
| Cross-country      | Crosse              |
| Football américain | Football            |
| Crosse             | Softball            |
| Football           | Natation et plongée |
| Athlétisme*        | Tennis              |
|                    | Athlétisme*         |
|                    | Volley-ball         |

*L'athlétisme comprend les équipes en salle et en plein air.

### Football américain
Stony Brook cre une équipe de football américain pour la première fois en 1984 en tant que Patriots en division III. En 1995, l'équipe passe en Division II et change de nom pour devenir les Seawolves. L’équipe passe en Division I en 1999, rejoignant la Northeast Conference (NEC), où elle remporte le titre de co-champion de la conférence pour la première fois en 2005. Le programme quitte la NEC et a passe une année en tant qu'indépendante en Division I-AA en 2007. À partir de là, les Seawolves rejoignent la Big South Conference en 2008 en tant que membre exclusivement en football américain. Les Seawolves remportent quatre titres consécutifs de la Big South de 2009 à 2012 et font leur première apparition dans les séries éliminatoires de la FCS en 2011; ils battent leur rivaux, les Great Danes d'Albany au Kenneth P. LaValle Stadium (en),31–28 au premier tour avant de perdre face aux Bearkats de Sam Houston State au deuxième tour. En 2012, les Seawolves sont revenus aux séries éliminatoires de la FCS, battant les Wildcats de Villanova 20 à 10 à domicile au premier tour, avant de perdre face aux Bobcats de Montana State,. Stony Brook bat un adversaire de la Football Bowl Subdivision (FBS), les Black Knights de l'Army, avec une victoire de 23–3 en 2012.
En août 2012, Stony Brook accepte une offre d'adhésion à la Colonial Athletic Association en tant que membre exclusivement en football américain. L’équipe a des difficultés au début, ne réussissant pas à établir un bilan gagnant au cours des quatre premières saisons dans la conférence. Cependant, ils terminent 10-3 et à la deuxième place en 2017, revenant en séries éliminatoires. Ils y battent les Mountain Hawks de Lehigh (en) 59-29 au premier tour, mais perdent face aux Dukes de James Madison au deuxième tour. En 2018, les Seawolves disputent les séries éliminatoires de la FCS pour la deuxième année consécutive, mais perdent 28 à 14 contre les Redhawks de Southeast Missouri State (en) au premier tour.

### Basket-ball
Le basket-ball masculin de Stony Brook est fondé en 1960 au niveau de la Division III. Lorsque les Seawolves passent en division I en 1999, ils passent les deux premières années en tant qu'indépendant avant d'accepter une invitation à rejoindre l'America East Conference en 2001. En 2005, Stony Brook embauche Steve Pikiell (en) pour devenir le dixième entraîneur-chef de l’histoire de ce programme. Lors des six saisons précédant son arrivée, les Seawolves ont un bilan de 63 à 107. Après avoir réalisé un bilan de 20–67 pour ses trois premières saisons, Pikiell mène Stony Brook à sa première fiche victorieuse en tant que programme de Division I après la saison 2008-09, terminant la saison 16–14 (8–8 en America East).
En 2009-10, Stony Brook remporte son premier titre de conférence après une saison de 21–8 (13–3 en conférence), mais est battu par les Terriers de Boston University en demi-finale du Tournoi America East. Les Seawolves sont invités à participer au National Invitation Tournament (NIT), mais tombent au premier tour contre les Fighting Illini de l'Illinois dans une salle comble au Stony Brook Sports Complex (en). Bien qu'ils terminent la saison 2010-11 avec un bilan de 13-16 (8-8), les Seawolves prennent le départ au 5e rang du tournoi America East et battent les Great Danes d'Albany et les Catamounts du Vermont, premiers du groupe, pour remporter leur tout premier voyage en finale de l'America East. Ils tombent aux mains des Terriers de Boston University 56 à 54 dans les dernières secondes, malgré le fait qu'ils ont mené la majeure partie du match.
La saison 2011-2012 voit les Seawolves revenir à la NIT après avoir remporté leur deuxième titre de saison régulière de l'America East, terminant 22–10 (14–2), perdant contre les Pirates de Seton Hall au premier tour. Les Seawolves remportent leur premier match au NIT en 2013 contre les Minutemen d'UMass, mais perdent contre les Hawkeyes de l'Iowa au deuxième tour, terminant la saison 25-2 (14-2) et remportant leur troisième titre de saison régulière America East. Stony Brook perd face aux Great Danes d'Albany lors de deux finales consécutives de l'America East en 2014 et 2015, la deuxième sur un panier à trois points sur le buzzer,.
Stony Brook fait finalement sa première apparition dans un tournoi de la NCAA après avoir vaincu le Vermont lors de la finale de l'America East 2016. En tant que tête de série no 13, ils perdent contre les Wildcats du Kentucky au premier tour. Pikiell quitte le programme trois jours plus tard pour accepter le poste d'entraîneur-chef des Scarlet Knights de Rutgers. En avril, Jeff Boals, entraîneur adjoint de longue date des Buckeyes d'Ohio State, est embauché pour succéder à Pikiell. Après trois saisons, Boals démissionne en mars 2019 pour accepter le poste d'entraîneur-chef des Bobcats de l'université de l'Ohio. Boals a un bilan de 55–41 en trois saisons à Stony Brook, une de 24–8, sa première saison de 20 victoires, lors de sa dernière année.

### Baseball
Les Seawolves sont entraînés par Matt Senk (en), qui dirige l'équipe depuis 1991.
La saison 2012 est une percée pour le baseball de Stony Brook. L’équipe remporte 10 matchs consécutifs en route vers son deuxième titre consécutif de saison régulière et termine la saison régulière avec une fiche de 43–11 (21–3 en conférence). Stony Brook remporte le tournoi America East, le quatrième titre du programme, battant les Black Bears du Maine 13 à 6 en finale pour se qualifier pour le tournoi de baseball NCAA Division I 2012 avec un bilan de 46-11, le meilleur résultat de la division I.
Stony Brook joue le Coral Gables Regional en quatrième position. Les Seawolves dominent les Knights d'UCF pour remporter le titre régional et affronter les Tigers de LSU dans les Super Regionals. Ils les battent et se qualifient pour le College World Series.
Sept joueurs de l'équipe de baseball de Stony Brook sont sélectionnés pour le repêchage de la Ligue majeure de baseball 2012, dont Travis Jankowski, sélectionné au premier tour. Matt Senk est annoncé comme entraîneur national de l'année 2012.
Joe Nathan est le seul joueur de baseball de Stony Brook à avoir son numéro retiré (no 22). Plusieurs Seawolves ont par la suite rejoint la MLB, dont Nathan, Tom Koehler, Nick Tropeano et Daniel Zamora.

## Installations
- Kenneth P. LaValle Stadium (en) : construit en 2002 et agrandi en 2017, il accueille les équipes de football américain, de football masculin et féminin et de crosse, il a une capacité de 12 300 personnes (10 300 places assises et 2 000 places debout)[35].
- Stony Brook Sports Complex (en) : complexe principal abritant des bureaux et plusieurs installations sportives.
  - Island Federal Credit Union Arena (en) : une salle de 4 000 places qui abrite les équipes de basketball masculin et féminin et qui a ouvert ses portes à l'automne 2014 après d'importants travaux de rénovation. Il fonctionne également comme centre de divertissement[36].
  - Gymnase Pritchard : construit au début des années 1960, le gymnase de 1 630 places abrite actuellement l'équipe de volleyball[37].
  - Centre de performance Dubin Family Athletic: le centre de performance de 8 000 pieds carrés a commencé ses travaux de construction à la mi-2011 et s'est achevé avec une cérémonie d'inauguration le 6 juin 2012. L'installation a été nommée en l'honneur de la famille Dubin qui a donné 4,3 millions de dollars pour la construction du projet, le plus important don d'athlétisme privé du système SUNY[38].
  - Stony Brook Swimming Pool: domicile des équipes de natation et de plongée des Seawolves, hommes et femmes. Il contient des gradins pouvant accueillir 250 spectateurs et une piscine de 25 mètres.
- Joe Nathan Field (en) : domicile de l'équipe de baseball des Seawolves. Il a récemment fait l'objet d'importants travaux de rénovation après un don de 500 000 $ du lanceur des ligues majeures et de l'ancien étudiant de Stony Brook, Joe Nathan. Il s’agit d’une installation de 1 000 sièges avec une surface FieldTurf[39].
- Piste universitaire : la piste abrite les équipes d'athlétisme masculines et féminines extérieures de Seawolves Outdoor et comprend un terrain au centre utilisé comme centre d'entraînement[40].